# Perşembe (Ordu)
Perşembe ist eine Stadtgemeinde (Belediye) im gleichnamigen Ilçe (Landkreis) der Provinz Ordu am Schwarzen Meer und gleichzeitig eine Gemeinde der 2013 geschaffenen Büyüksehir belediyesi Ordu (Großstadtgemeinde/Metropolprovinz) in der Türkei. Seit der Gebietsreform 2013 ist die Gemeinde flächen- und einwohnermäßig identisch mit dem Landkreis.
Die Küstenstadt liegt ca. 15 km nordwestlich der Provinzhauptstadt Altınordu, dem früheren Ordu. Der Kreis (Kaza) Perşembe wurde 1945 aus dem zentralen Kreis (Merkez) des Vilâyet Ordu ausgegliedert (Gesetz 4769). Zuvor bestand er aus der (Nahiye) Perşembe und einigen Dörfern (Volkszählung nach Abspaltung, 1945: 26.360 Einwohner in einer Stadt und 34 Dörfern).
(Bis) Ende 2012 bestand der Landkreis neben der Kreisstadt aus den beiden Stadtgemeinden (Belediye) Kırlı und Medreseönü sowie 43 Dörfern (Köy). Beide Belediye sowie die Dörfer wurden während der Verwaltungsreform 2013 in Mahalle (Stadtviertel, Ortsteile) überführt, die acht existierenden Mahalle der Kreisstadt blieben erhalten.
Den Mahalle steht ein Muhtar als oberster Beamter vor. Ende 2020 lebten durchschnittlich 574 Menschen in jedem dieser 54 Mahalle, 3.397 Einw. im bevölkerungsreichsten (Efirli).
Im Landkreis Çaycuma in der Provinz Zonguldak existiert ebenfalls ein Ort (Belediye) dieses Namens.